# Steinacker (Bergisch Gladbach)
Steinacker ist ein Ortsteil im Stadtteil Moitzfeld von Bergisch Gladbach.

## Geschichte
Der Siedlungsname Steinacker ist seinem neuhochdeutschen Sinn entsprechend als steiniger Acker zu verstehen, bei dem sich die Fläche in einem steinigen Gelände befindet, die wenig fruchtbar und von Steinen übersät ist.
Der heutige Straßenname Steinacker wird im Urkataster als eine südlich des Wegs von Bensberg nach Immekeppel (Moitzfeld – Löhe) gelegene Siedlung erwähnt. Der Weiler Steinacker habe sich aus der mittelalterlichen Siedlungsgründung Steynacer in der großen Rodeepoche zwischen 1000 und 1300 entwickelt. Urkundlich erscheint der Name Steinacker erstmals im Jahr 1413, als Gerhard und Alveradis von Zweiffel der Dünnwalder Küsterei einen Zins aus ihrem Erbe Steinacker stifteten. 1487 gehörte die Hofschaft Steinacker zur Honschaft Oberhausen, während das Gut lehnsrechtlich zum Hofverband des Immekeppeler Lehnshofes gehörte. 1586 werden zwei Höfe erwähnt, von denen der eine dem Engel Steinacker und der andere Lurry Heinrich aufm Steinacker gehörte. Bedingt durch den Bergbau stieg die Bevölkerung in der zweiten Hälfte des 19. Jahrhunderts sprunghaft an.
Die Topographia Ducatus Montani des Erich Philipp Ploennies, Blatt Amt Porz, belegt, dass der Wohnplatz 1715 als gemeiner Hof kategorisiert wurde und mit Steenacker bezeichnet wurde.
Carl Friedrich von Wiebeking benennt die Hofschaft auf seiner Charte des Herzogthums Berg 1789 als Steinaker. Aus ihr geht hervor, dass Steinacker zu dieser Zeit Teil der Honschaft Bensberg im Kirchspiel Bensberg war.
Unter der französischen Verwaltung zwischen 1806 und 1813 wurde das Amt Porz aufgelöst und Steinacker wurde politisch der Mairie Bensberg im Kanton Bensberg zugeordnet. 1816 wandelten die Preußen die Mairie zur Bürgermeisterei Bensberg im Kreis Mülheim am Rhein.
Der Ort ist auf der Topographischen Aufnahme der Rheinlande von 1824 und auf der Preußischen Uraufnahme von 1840 als Steinacker verzeichnet. Ab der Preußischen Neuaufnahme von 1892 ist er auf Messtischblättern regelmäßig als Steinacker oder ohne Namen verzeichnet.
Aufgrund des Köln-Gesetzes wurde die Stadt Bensberg mit Wirkung zum 1. Januar 1975 mit Bergisch Gladbach zur Stadt Bergisch Gladbach zusammengeschlossen. Dabei wurde auch Steinacker Teil von Bergisch Gladbach.
| Jahr | Einwohner | Wohngebäude | Kategorie  | Politische / kirchliche Zugehörigkeit            |
| ---- | --------- | ----------- | ---------- | ------------------------------------------------ |
| 1822 | 11        |             | Bauergüter | Bürgermeisterei Bensberg, Kirchspiel Bensberg    |
| 1830 | 14        |             | Bauerngut  | Bürgermeisterei Bensberg, Pfarrgemeinde Bensberg |
| 1845 | 20        | 3           | Bauergüter | Bürgermeisterei Bensberg, Pfarre Bensberg        |
| 1871 | 41        | 3           | Hofstelle  | Bürgermeisterei Bensberg                         |
| 1885 | 77        | 10          | Ortschaft  | Bürgermeisterei Bensberg                         |
| 1895 | 80        | 10          | Ortschaft  | Bürgermeisterei Bensberg                         |
| 1905 | 170       | 15          | Ortschaft  | Bürgermeisterei Bensberg                         |

## Bergbau
Wahrscheinlich haben bereits Römer in der Umgebung von Steinacker Bergbau betrieben. Sichere Spuren deuten an vielen Stellen auf mittelalterlichen Bergbau hin. Ab der Mitte des 19. Jahrhunderts begann der industrielle Bergbau der Grube Weiß, deren größte Lagerstätte in Steinacker war.